# STM-1
O Módulo de Transmissão Síncrono STM-1 é o quadro básico usado na transmissão do sistema SDH da recomendação do ITU-T - fiber optic network transmission standard. Ele utiliza uma taxa de bits de 155,52 Mbit/s sendo o equivalente ao sinal OC-3 do sistema SONET.
(Synchronous Transport Module level - 1) Módulo de Transporte Síncrono utilizado na SDH (Hierarquia Digital Síncrona). A taxa básica da SDH é de 155 Mbps, enquanto os módulos de transporte síncronos são capazes de transmitir a uma taxa muito maior (STM-N, onde N = 1, 4, 16, 64).